# Khaled
Khalidu Hajji Brahim (Sidi el-Houari, Orà, Algèria, 29 de febrer, 1960), de nom artístic Khaled i, abans, Cheb Khaled, és un músic algerià de raï.

## El Arbi
L'any 2000, la cançó va arribar a estar cinc setmanes al capdavant de les llistes d'èxits, i va fer d'«El Arbi» la cançó àrab més escoltada al Brasil. L'èxit de Cheb Khaled al Brasil també estava vinculat als àrabs brasilers, que són molts a país. També és un dels tres cantants que interpreten la cançó «Abdul Qadir», homenatge al líder polític Abd el-Kader, considerat un himne a Algèria. L'estiu del 2012 va enregistrar i llançar l'àlbum C'est la vie. Els seus nou títols són produïts per RedOne.

## Carrera musical
El seu ascens a la fama nacional es va deure principalment als esforços del tinent coronel Hosni Snoussi, director de l'Oficina d'Arts i Cultura de l'Estat Riadh el Feth, que va prendre Khaled sota la seva ala i el va convidar juntament amb altres estrelles del rai a actuar al "Festival de la Jeunesse pour la Fête Nationale" a Alger el juliol de 1985, patrocinat per l'estat. El mateix any, va ser coronat rei del rai en el primer festival oficial de rai que es va celebrar a Orà.
Hosni Snoussi i Martin Meissonnier, que es van reunir al Festival, van convèncer el ministre de Cultura de França, Jack Lang, que l'exportació de rai d'Algèria a França era en interès del govern francès i junts van organitzar el primer festival rai de França a Bobigny el 1986. Cheb Khaled, que havia estat evitant el seu servei militar obligatori, va poder actuar a Bobigny només després que el coronel Snoussi intervingués amb les autoritats militars algerianes per assegurar-li un passaport. Poc després, Snoussi va organitzar que Cheb Khaled enregistrés a França, amb finançament de l'Oficina Riadh el Feth. L'àlbum Kutché, publicat el 1988, una col·laboració entre Khaled i el músic de jazz algerià Safy Boutella, va ampliar la seva reputació a França, on aviat es va establir.
El 1992, després d'haver eliminat el "Cheb" del seu nom d'actuació, va gravar Khaled, que va ser produït per Don Was. El primer senzill de l'àlbum, Didi, que va ser un gran èxit a Europa, el món àrab i al sud i l'est d'Àsia, el va convertir en una superestrella internacional.

## Impacte internacional
Un dels pioners de la música mundial, el músic de Rai Khaled ha traspassat tots els límits geopolítics per convertir-se en un dels intèrprets més populars del món, barrejant la música tradicional algeriana amb ritmes i estils occidentals com el soul, el rock i el reggae per aconseguir el seu so característic. i veu com ningú mai.

Khaled ha estat celebrat no només per la seva música, sinó pel seu paper com a constructor de ponts entre cultures. vendre més de 80 milions de còpies a tot el món el converteix en una celebritat nacional i ambaixador no oficial de la minoria àrab del país.
—Organització de les Nacions Unides per l'Agricultura i l'Alimentació, Roma, 2008.
La cançó emblemàtica de Khaled, l'èxit de 1993 "Didi", es va fer extremadament popular als països de parla àrab i també a diversos altres continents, inclosa Europa, on va entrar a les llistes més importants de França, Bèlgica i Espanya, i a Àsia, incloent l'Índia i el Pakistan. . La cançó també es va utilitzar a les pel·lícules de Bollywood Shreeman Aashiq, Airlift i Highway. Khaled i el productor Don Was van aparèixer a The Tonight Show el 4 de febrer de 1993.
Khaled va tornar als Estats Units el desembre de 2004 per a una actuació convidada especial al Grammy Jam 2004 a Los Angeles, Califòrnia. Es va unir a un repartiment d'artistes famosos en honor a les grans llegendes musicals Earth, Wind & Fire, interpretant rimes brasileres a Didi mostrant com la seva música va creuar el món, fusionant-se amb el seu estil nord-africà.
El 2012, l'àlbum de Khaled C'est la vie va vendre més d'un milió de còpies al mercat europeu, 1,8 milions de còpies a l'Orient Mitjà i el nord d'Àfrica i més de 4 milions de còpies a tot el món. L'àlbum va arribar al número 5 a SNEP, la llista oficial d'àlbums francès.
El 3 d'abril de 2015, Khaled va ser condemnat per plagi a Didi, d'Angui ou Selmi, una composició musical gravada per Cheb Rabah (nascut Rabah Zerradine) el 1988. Però el 13 de maig de 2016, el Tribunal de Cassació va retirar els càrrecs contra Khaled, quan es va mostrar una cinta d'àudio de 1982 amb la cançó. Aquesta cinta va ser gravada per Khaled i lliurada a un productor situat a Orà, 6 anys abans del disc de Cheb Rabah. Al final, Rabah va haver de compensar Khaled pels honoraris durant aquest cas.

## Vida personal

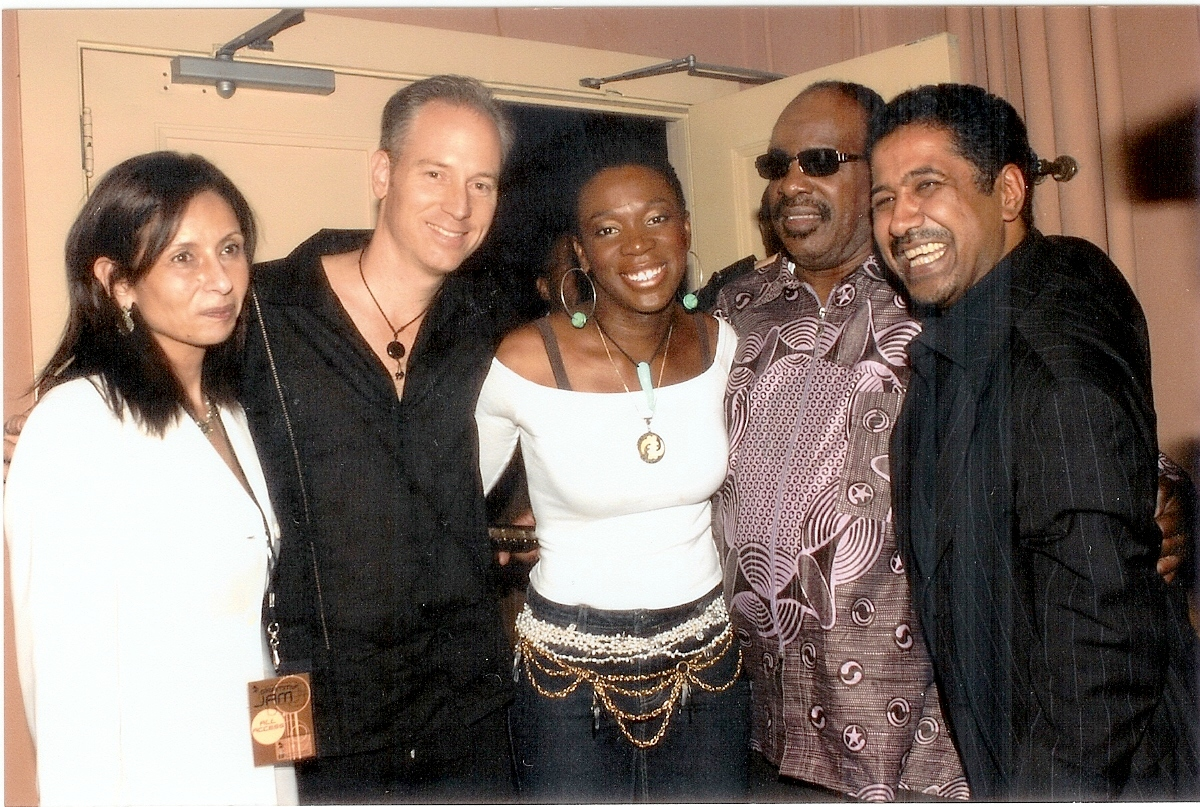
Dawn Elder, Stevie Wonder Khaled, India Arie i Kc Porter.

El 12 de gener de 1995, Khaled es va casar amb Samira Diabi, de 27 anys. Junts tenen quatre filles i un fill. El 1997, la seva dona va presentar una denúncia contra ell per violència domèstica, abans de retractar-se de la querella.
El 1998 es va publicar la biografia Khaled: Derrière le sourire (en francès "Khaled: darrere del somriure"), que relatava la seva vida. Khaled té un fill il·legítim amb qui no té contacte. Abans d'una compareixença judicial el 2001, va negar ser el pare del nen, continuant afirmant que havia estat "enganyat". El 7 de maig de 2001, Khaled va ser condemnat pel tribunal penal de Nanterre a una pena de dos mesos de presó suspesa per "deserció familiar". El seu trasllat a Luxemburg el 2008, on resideix des de llavors, ha estat motivat per aquests càrrecs.
Se li va concedir la ciutadania marroquina l'agost de 2013 que, segons ell i la seva dona, no va demanar però va acceptar perquè sentia que no podia negar-se.

## Discografia
Aquesta discografia no inclou una sèrie d'àlbums publicats en casset a Algèria a principis de la seva carrera, i diversos àlbums contrabandistes/no oficials.
Àlbums d'estudi
| 1988                                                             | Kutché (amb Safy Boutella) | —  | —  | —  | —  | —  |  |
| 1992                                                             | Khaled                     | —  | —  | —  | —  | —  |  |
| 1993                                                             | N'ssi N'ssi                | —  | —  | —  | —  | —  |  |
| 1996                                                             | Sahra                      | 24 | 7  | 3  | 33 | 26 |  |
| 1999                                                             | Kenza                      | —  | —  | 49 | —  | 57 |  |
| 2004                                                             | Ya-Rayi                    | —  | 41 | 52 | —  | 70 |  |
| 2009                                                             | Liberté                    | —  | 95 | 51 | —  | —  |  |
| 2012                                                             | C'est la vie               | —  | 27 | 18 | —  | 96 |  |
| 2022                                                             | Cheb Khaled                | —  | —  | —  | —  | —  |  |
| "—" indica llançaments que no es van gravar o no es van publicar |                            |    |    |    |    |    |  |

## Àlbums en directe
Sol
| Any  | Àlbum | Païs     | Païs     | Païs | Certificació |
| Any  | Àlbum | BEL (Fl) | BEL (Wa) | FRA  | Certificació |
| ---- | ----- | -------- | -------- | ---- | ------------ |
| 1998 | Hafla | 28       | —        | 29   |              |

Col·laboracions
| Any  | Àlbum                                                | País     | País     | País | Certificació |
| Any  | Àlbum                                                | BEL (Fl) | BEL (Wa) | FRA  | Certificació |
| ---- | ---------------------------------------------------- | -------- | -------- | ---- | ------------ |
| 1999 | 1, 2, 3 Soleils (credited to Taha / Khaled / Faudel) | —        | 14       | 4    |              |

## Recopilatoris
- 1991: Le Meilleur de Cheb Khaled
- 1994: Le Meilleur de Cheb Khaled 2
- 2005: Forever King
- 2005: Spirit of Rai
- 2006: Maghreb Soul – Cheb Khaled Story 1986–1990
- 2007: Best of Khaled
- 2009: Rebel of Raï – The Early Years

## Senzills
| Any  | Senzill                                                  |     | Posicions màximes dels gràfics | Posicions màximes dels gràfics | Posicions màximes dels gràfics | Posicions màximes dels gràfics | Posicions màximes dels gràfics | Posicions màximes dels gràfics | Posicions màximes dels gràfics | Àlbum |
| Any  | Senzill                                                  | AUT | BEL (Fl)                       | BEL (Wa)                       | FRA                            | GER                            | NED                            | SWE                            | SWI                            | Àlbum |
| ---- | -------------------------------------------------------- | --- | ------------------------------ | ------------------------------ | ------------------------------ | ------------------------------ | ------------------------------ | ------------------------------ | ------------------------------ | --- |
| 1988 | "Chebba" / "Baroud" (Cheb Khaled & Safy Boutella)        | —   | —                              | —                              | —                              | —                              | —                              | —                              | —                              | Kutché |
| 1988 | "Le Camel" (Cheb Khaled & Safy Boutella)                 | —   | —                              | —                              | —                              | —                              | —                              | —                              | —                              | Kutché |
| 1992 | "Didi"                                                   | —   | —                              | —                              | 9                              | —                              | 29                             | —                              | 30                             | Khaled |
| 1992 | "Ne m'en voulez pas"                                     | —   | —                              | —                              | —                              | —                              | —                              | —                              | —                              | Khaled |
| 1992 | "Mauvais sang"                                           | —   | —                              | —                              | —                              | —                              | —                              | —                              | —                              | Khaled |
| 1993 | "Serbi Serbi"                                            | —   | —                              | —                              | 50                             | —                              | —                              | —                              | —                              | N'ssi N'ssi                                                                                                |
| 1993 | "Chebba"                                                 | —   | —                              | —                              | —                              | —                              | —                              | —                              | —                              | N'ssi N'ssi                                                                                                |
| 1994 | "N'ssi N'ssi"                                            | —   | —                              | —                              | —                              | —                              | —                              | —                              | —                              | N'ssi N'ssi                                                                                                |
| 1995 | "Bakhta"                                                 | —   | —                              | —                              | —                              | —                              | —                              | —                              | —                              | N'ssi N'ssi                                                                                                |
| 1996 | "Aïcha"                                                  | —   | 25                             | 1                              | 1                              | 33                             | 14                             | —                              | 11                             | Sahra |
| 1997 | "Ouelli El Darek"                                        | —   | —                              | —                              | 23                             | —                              | —                              | —                              | —                              | Sahra |
| 1997 | "La poupée qui fait non (live)" (Mylène Farmer & Khaled) | —   | —                              | 5                              | 6                              | —                              | —                              | —                              | —                              | Mylène Farmer's album Live à Bercy                                                                         |
| 1997 | "Le jour viendra"                                        | —   | —                              | 12                             | 24                             | —                              | —                              | —                              | —                              | Sahra |
| 1997 | "Lillah"                                                 | —   | —                              | —                              | —                              | —                              | —                              | —                              | —                              | Sahra |
| 1998 | "Abdel Kader (Live à Bercy)" (Taha / Khaled / Faudel)    | —   | —                              | 36                             | 6                              | —                              | —                              | —                              | —                              | Àlbum conjunt 1, 2, 3 Soleils per Taha / Khaled / Faudel Original by Khaled alone al seu àlbum N'ssi N'ssi |
| 1999 | "Comme d'habitude" (Taha / Khaled / Faudel)              | —   | —                              | 40                             | 40                             | —                              | —                              | —                              | —                              | Joint album 1, 2, 3 Soleils by Taha / Khaled / Faudel                                                      |
| 1999 | "C'est la nuit"                                          | —   | —                              | 35                             | 29                             | —                              | —                              | —                              | —                              | Kenza |
| 2000 | "El harba wine" (feat. Amar)                             | —   | —                              | —                              | 20                             | —                              | —                              | —                              | —                              | Kenza |
| 2000 | "Les ennemis (el Aâdyene)" (Khaled vs. Fonky Family)     | —   | —                              | —                              | 63                             | —                              | —                              | —                              | —                              | Single only                                                                                                |
| 2001 | "Wana wana"                                              | —   | —                              | —                              | 97                             | —                              | —                              | —                              | —                              | Single only                                                                                                |
| 2004 | "Ya-Rayi"                                                | —   | —                              | —                              | —                              | —                              | —                              | —                              | —                              | Ya-Rayi |
| 2004 | "Love to The People" (ft Carlos Santana)                 | —   | —                              | —                              | —                              | —                              | —                              | —                              | —                              | Ya-Rayi |
| 2004 | "Zine Zina"                                              | —   | —                              | —                              | —                              | —                              | —                              | —                              | —                              | Ya-Rayi |
| 2007 | "La terre a tremblé"                                     | —   | —                              | —                              | —                              | —                              | —                              | —                              | —                              | Best of Khaled                                                                                             |
| 2009 | "Même pas fatigué !!!" (Magic System & Khaled)           | —   | —                              | 10                             | 1                              | —                              | —                              | —                              | 49                             | Publicació sense àlbum                                                                                     |
| 2009 | "Papa" (cover of Blaoui Houari)                          | —   | —                              | —                              | —                              | —                              | —                              | —                              | —                              | Liberté |
| 2012 | "C'est la vie"                                           | —   | 5                              | 5                              | 4                              | —                              | 92                             | 34                             | 33                             | C'est la vie                                                                                               |
| 2012 | "Hiya hiya" (feat. Pitbull)                              | —   | —                              | —                              | —                              | —                              | —                              | —                              | —                              | C'est la vie                                                                                               |
| 2012 | "Dima Labess" (presentant Mazagan)                       | —   | —                              | —                              | —                              | —                              | —                              | —                              | —                              | C'est la vie                                                                                               |
| 2016 | "Wahda Be Wahda"                                         | —   | —                              | —                              | —                              | —                              | —                              | —                              | —                              | TBA |
| 2018 | "Mirage" (presentant Soolking)                           | —   | —                              | —                              | 74                             | —                              | —                              | —                              | —                              | Fruit du démon                                                                                             |
| 2019 | "Maghreb Gang" (presentant French Montana, Farid Bang)   | 7   | —                              | —                              | —                              | 4                              | —                              | —                              | 6                              | Publicació sense àlbum                                                                                     |
| 2020 | "Delali" (presentant Gashi)                              | —   | —                              | —                              | —                              | —                              | —                              | —                              | —                              | Publicació sense àlbum                                                                                     |
| 2020 | "Elle s'appelle Beyrouth" (presentant Rodge)             | —   | —                              | —                              | —                              | —                              | —                              | —                              | —                              | Publicació sense àlbum                                                                                     |

## Destacat a
(només èxits de chartings)
| Any  | Senzill                               | Charts   | Charts   | Charts | Charts | Charts | Àlbum                                   |
| Any  | Senzill                               | BEL (Fl) | BEL (Wa) | FRA    | NED    | SWI    | Àlbum                                   |
| ---- | ------------------------------------- | -------- | -------- | ------ | ------ | ------ | --------------------------------------- |
| 2006 | "Henna" (Cameron Cartio feat. Khaled) | —        | —        | —      | 86     | 9      | Àlbum de Cameron Cartio Sense fronteres |

## Aparicions
| Any  | Cançó                                                         | Artista principal                                                | Àlbum                                        |
| ---- | ------------------------------------------------------------- | ---------------------------------------------------------------- | -------------------------------------------- |
| 1990 | "Be Not Afraid"                                               | The Blow Monkeys                                                 | Springtime for the World                     |
| 1992 | "Amdyaz"                                                      | Hector Zazou                                                     | Sahara Blue                                  |
| 1995 | "Revolution, Revolutions" "ElDorado" (UNESCO official anthem) | Jean Michel Jarre                                                | Concert Pour La Tolerance                    |
| 1995 | "Didi" (with Johnny Clegg)                                    | Diversos artístes                                                | Duos Taratata                                |
| 1995 | "Kebou" "N'ssi N'ssi" "Chebba"                                | Diversos artístes                                                | Going Global Series Voila                    |
| 1995 | "Numb (Gimme Some More Dignity mix)"                          | U2                                                               | Melon: Remixes for Propaganda                |
| 1997 | "La poupée qui fait non"                                      | Mylène Farmer                                                    | Live à Bercy                                 |
| 1997 | "Chanson du herisson"                                         | Diversos artístes                                                | Emilie Jolie                                 |
| 1997 | "Koubou Koubou"                                               | Diversos artístes                                                | The Rough Guide to the Music of North Africa |
| 1997 | "Mâardi"                                                      | Diversos artístes                                                | Sol En Si (Solidarité Enfants Sida)          |
| 1998 | "Ensemble (Understand)" "Crimes"                              | Alan Stivell                                                     | 1 Douar                                      |
| 1998 | "Oasis de los Dioses"                                         | Ketama                                                           | Konfusion                                    |
| 1999 | "Bladi"                                                       | Freeman (feat. K-Rhyme Le Roi & Khaled)                          | L'palais de justice                          |
| 1999 | "¡Oh Madre!"                                                  | Tekameli                                                         | Ida y Vuelta                                 |
| 1999 | "Albey"                                                       | Amr Diab                                                         | Amarain                                      |
| 2000 | "L'aziza"                                                     | Diversos artístes                                                | Balavoine Hommages ...                       |
| 2000 | "Time for a Change"                                           | Diversos artístes (The Rapsody feat. MC Lyte & DaNaCeE & Khaled) | The Rapsody                                  |
| 2000 | "Emmenez-moi"                                                 | Les Enfoirés                                                     | XXème siècle                                 |
| 2000 | "Le rêve de mon père"                                         | Kertra                                                           | Labyrinthe                                   |
| 2001 | "Aich Rebel Sun"                                              | Diversos artístes                                                | Big Men, Raï Meets Reggae                    |
| 2002 | Ojos de la Alhambra (Eyes of the Alhamra)                     | Vincente Amigo                                                   | Ciudad de los Ideas (City of Ideas)          |
| 2002 | "Saludo A Chango"                                             | Compay Segundo                                                   | Duets                                        |
| 2004 | "Agir Réagir"                                                 | Diversos artístes                                                | Agir Réagir                                  |
| 2004 | "Retour aux sources"                                          | Kore & Skalp                                                     | Raï'N'B Fever                                |
| 2004 | "L'enfant du pays"                                            | Rim'K                                                            | L'enfant du pays                             |
| 2004 | "Dance with me"                                               | Enzo Avitabile & Bottari                                         | Save the World                               |
| 2005 | "Henna"                                                       | Cameron Cartio                                                   | Borderless                                   |
| 2006 | "Mas and Louly"                                               | Diana Haddad                                                     | Diana 2006                                   |
| 2006 | "Face à la mer" (recorded in 1992)                            | Les Négresses Vertes                                             | À l'affiche (Best of),                       |
| 2006 | "El Marsem"                                                   | Enrique Morente                                                  | Morente sueña la Alhambra (DVD)              |
| 2007 | "Benthi"                                                      | Mélissa                                                          | Taxi 4                                       |
| 2007 | "Bilovengo" "Erjaii ya alf leila"                             | Bratsch                                                          | Plein du monde                               |
| 2007 | "Salamo Alaykom"                                              | Andy, Hakim                                                      | Airport                                      |
| 2010 | "Citizens of the World"                                       | Flying Machines, King Sunny Adé, Kailash Kher, Cheng Lin         | Citizens of the World                        |
| 2012 | "Mazal Wakfin"                                                | Warda Al-Jazairia, Baaziz                                        | senzill                                      |
| 2012 | "L'Oriental"                                                  | Enrico Macias                                                    | Venez tous mes amis!                         |
| 2013 | "El Baraka"                                                   | Rim'K, Cheba Zahouania                                           | Senzill sense àlbum                          |
| 2013 | "Larosa"                                                      | Medina                                                           | Sista Minuten                                |
| 2014 | "Shage3 7elmak-World cup 2014                                 | Nancy Ajram                                                      | Non-album single                             |
| 2018 | "We Enta Maaya"                                               | Tamer Hosny                                                      | Eish Besho'ak                                |
| 2018 | "Mirage"                                                      | Soolking                                                         | Fruit du démon                               |
| 2019 | "Salama So Good"                                              | Andy                                                             | Non-album single                             |
| 2019 | "Maghreb Gang"                                                | Farid Bang, French Montana                                       | Senzill sense àlbum                          |

## Bandes sonores
| Any  | Cançó de la banda sonora                                              | Film                                                                                            |
| ---- | --------------------------------------------------------------------- | ----------------------------------------------------------------------------------------------- |
| 1993 | "Ragda" "Mauvais Sang" "Kebou" "Les ailes" "Alech Taadi" "Bakhta"     | 1, 2, 3, Sun (French: Un, deux, trois, soleil)                                                  |
| 1993 | "Didi"                                                                | Caro diario                                                                                     |
| 1995 | "Didi"                                                                | L' Âge des possibles                                                                            |
| 1995 | "Didi"                                                                | Highway (1995)                                                                                  |
| 1995 | "Les Ailes"                                                           | Party Girl                                                                                      |
| 1997 | "Wahrane Wahrane" "Cameleons" (amb Cheb Mami)                         | 100% Arabica                                                                                    |
| 1997 | "Alech taadi"                                                         | The Fifth Element (apareix a la pel·lícula, però no s'ha publicat a l'àlbum de la banda sonora) |
| 1999 | "El Arbi"                                                             | Vila Madalena telenovel·la                                                                      |
| 2000 | "Wana wana aamel eih" "Dour biha ya chibani"                          | Origine contrôlée                                                                               |
| 2002 | "Ragda"                                                               | The Truth About Charlie                                                                         |
| 2002 | "Minuit"                                                              | The Good Thief                                                                                  |
| 2004 |                                                                       | De l'autre côté                                                                                 |
| 2006 | "Ya Dzayer" "Mort de Messaoud" "Nostalgie" "Sur la tombe" "El Babour" | Indigènes (Days of Glory)                                                                       |
| 2007 | "Benthi" (gesta. Mélissa M)                                           | Taxi 4                                                                                          |
| 2011 | "Trigue Lycee"                                                        | Rabat                                                                                           |
| 2012 | "Wahran Wahran"                                                       | The Dictator                                                                                    |

## Filmografia
- 1997 100% Arabica
- 1997 Le Centre de visionnage
- 2003 Art'n Acte Production
- 2004 We Are the Future

## Honors
- First Arab singer to win World Music Awards (1992).[33]
- First Arab singer to hold a Guinness World Record for Best-selling artist of raï music (2000).[34][35]
- Only Arab singer to perform at FIFA World Cup ceremony (2010).
- FAO goodwill ambassador.[36]
- Only Arab singer to perform at European Athletics Championships (2006).
- 50 Voices in the World by NPR.
- Is decorated «Chevalier des arts et des lettres»[37]
- First Rai singer to be named Cheb in 1974 which means (young man), and then all rai singers named (Cheb) or (Cheba) after Khaled.
- First and only Arab singer to perform in many countries all over the world such as USA, Canada, Japan (1989), Netherlands, Turkey (1996), Germany, Portugal (2018),[38] Italy, Brazil (2000), Spain,[39] England, Denmark, Norway, Switzerland, Mauritius (2014), Slovenia, Ethiopia (2014), South Africa (2010), Senegal[40] (2014), India (1992), Greece (2006), Hungary and Luxembourg.
- Únic cantant àrab a les llistes a França, Suècia, Bèlgica, Estats Units, Països Baixos, Alemanya, Suïssa,[41] Àustria, Slovakia.
- First Arab singer to chart in Billboards Hot 100.
- First Arab singer to chart in France Charts.
- First Arab singer to chart in European Hot 100 singles (2009).
- First and Only Arab singer to chart in a latin american country Brazil for the song (El Arbi)[42]
- Only Arab Musician to win Cesar Award (1994).
- Only Arab (Musician) to Win Venice Film Festival award (1993).
- Most-singing Arab singer in L'Olympia in Paris (5 times).
- Sold over 80.5 million albums (10 diamond, platinum, and gold) worldwide.[43]
- Considered one of the most-selling Arab singers of all time.[44]

## Premis
| Premi                              | Any  | Nominat(s)                    | Categoria                                       | Resultat  | Ref.   |
| ---------------------------------- | ---- | ----------------------------- | ----------------------------------------------- | --------- | ------ |
| BBC Radio 3 Awards for World Music | 2004 | Himself                       | Middle East and North Africa                    | Nominat   | [ 45 ] |
| BBC Radio 3 Awards for World Music | 2005 | Himself                       | Middle East and North Africa                    | Guanyador | [ 46 ] |
| César Awards                       | 1994 | 1, 2, 3, Sun                  | Best Original Music                             | Guanyador | [ 47 ] |
| GQ Awards                          | 2019 | Himself                       | Legend Award                                    | Guanyador | [ 48 ] |
| Kora Awards                        | 1997 | Himself                       | Best Male Artist of North Africa                | Guanyador | [ 49 ] |
| Kora Awards                        | 2012 | Himself                       | Best Male Artist of North Africa                | Guanyador | [ 50 ] |
| NRJ Music Awards                   | 2010 | Khaled, Raï'n'B, Magic System | Francophone Duo/Group of the Year               | Nominat   | [ 51 ] |
| Venice Film Festival               | 1993 | 1, 2, 3, Sun                  | Golden Osella for Best Music                    | Guanyador | [ 52 ] |
| Victoires de la Musique            | 1995 | Himself                       | Francophone Artist or Group of the Year         | Guanyador | [ 53 ] |
| Victoires de la Musique            | 1997 | Himself                       | Francophone Artist or Group of the Year         | Nominat   | [ 54 ] |
| Victoires de la Musique            | 1997 | "Aïcha"                       | Original Song of the Year                       | Guanyador | [ 54 ] |
| Victoires de la Musique            | 2013 | C'est la vie                  | World Music Album of the Year                   | Nominat   | [ 55 ] |
| World Music Awards                 | 1997 | Himself                       | World's Best Selling African Artist of the Year | Guanyador | [ 56 ] |
| World Music Awards                 | 2000 | Khaled, Rachid Taha, Faudel   | World's Best Selling Arabic Act                 | Guanyador | [ 57 ] |
| World Music Awards                 | 2014 | Himself                       | World's Best Selling Algerian Artist            | Guanyador | [ 58 ] |
| World Music Awards                 | 2014 | Himself                       | World's Best Male Artist                        | Nominat   | [ 59 ] |
| World Music Awards                 | 2014 | Himself                       | World's Best Live Act                           | Nominat   | [ 60 ] |
| World Music Awards                 | 2014 | Himself                       | World's Best Entertainer                        | Nominat   | [ 61 ] |
| World Music Awards                 | 2014 | C'est la vie                  | World's Best Album                              | Nominat   | [ 62 ] |

- 1985: First Prize of Rai Music (KING) Oran
- 1989: Best Song (chebba) a France
- 1989: Top 100 Best Album in 20th Century (kutché)
- 1992: Top 50 MTV America (didi)
- 1992: MTV India Awards (didi)
- 2004: Grammy Jam Awards (Khaled amb Carlos Santana) ("Love to the people")
- 2005: Montreal International Jazz Festival (The Antonio Carlos-Jobim Award)
- 2005: ImagineNations and DC Internationals (Premi Empowering, per difondre el missatge de pau)
- 2006: The Mediterranean Prize for Creativity
- 2008: Award Dutch Virsti - German Academy of Music
- 2009: NME Awards 2009 (meilleur duo) avec Magic System
- 2009: MGM Awards (àlbum àrab més venut de la història) (The legendary) (Las Vegas)
- 2010: Big Apple Music Awards (millor artista àrab venut als Estats Units)
- 2010: One of 50 Great Voices perfilat per NPR
- 2013: Murex D'Or 2013 – Best International Song & Best International Singer – Cheb Khaled – ("C'est La Vie")
- 2013: Rabab d’or Prix d'honneur – Maroc Festival International Al Ansra de M’diq ("C'est La Vie")
- 2013: Festival International de la Musique Kabyle à Tanger festival Touiza MAROC 2013 ("C'est La Vie")
- 2016: XLII Universal Music Award - Vienna 2016 - for "C'est La Vie" as Best Song.